# Ornatotholus
Ornatotholus ("zdobená hlava") byl rod býložravého ptakopánvého dinosaura z čeledi Pachycephalosauridae. Žil na území dnešní jižní Alberty v Kanadě. Stáří fosilií tohoto dinosaura je svrchnokřídové (pozdní geologický stupeň kampán). Až do objevu rodu Dracorex v Jižní Dakotě šlo o jediného známého severoamerického pachycefalosaura s plochým lebečním temenem. Tento tlustolebý dinosaurus byl popsán v roce 1979 W. P. Wallem a Peterem Galtonem, později však byla jeho taxonomická pozice pozměněna.
Typovým a dosud jediným známým druhem je O. browni, popsaný v roce 1979. Ornatotholus byl zřejmě velmi příbuzný rodu Stegoceras. Je také možné, že jde o nedospělého jedince, patřícího do tohoto rodu. Této možnosti velmi nasvědčuje vědecká studie z června roku 2011. Délka dinosaura činila asi 2 metry.